# Semiothisa atrimacularia
Semiothisa atrimacularia är en fjärilsart som beskrevs av Barnes och Mcdunnough 1913. Semiothisa atrimacularia ingår i släktet Semiothisa och familjen mätare. Inga underarter finns listade i Catalogue of Life.